# Andrew Ian Cooper
Andrew Ian Cooper est professeur de chimie au département de chimie de l'Université de Liverpool.

## Éducation
Cooper fait ses études à l'Université de Nottingham où il obtient un doctorat pour la recherche dirigée par Martyn Poliakoff .

## Carrière
Après son doctorat, Cooper occupe plusieurs postes de recherche postdoctorale. Il est titulaire d'une bourse de recherche de 1851 et d'une bourse de recherche de la Royal Society de l'OTAN à l'Université de Caroline du Nord à Chapel Hill où il travaille avec Joseph DeSimone (en). Il occupe ensuite une bourse de recherche Ramsay Memorial au Melville Laboratory for Polymer Synthesis de l'Université de Cambridge, en collaboration avec Andrew Bruce Holmes . Il part à l'Université de Liverpool en 1999 où il travaille depuis. 
Cooper est élu membre de la Royal Society (FRS) en 2015. En 2019, il est récipiendaire de la médaille Hughes de la Royal Society .